# 利濟內
49°31′59″N 38°50′37″E / 49.53306°N 38.84361°E
利濟內（烏克蘭語：Лизине）是位於烏克蘭東部的村莊，由盧甘斯克州斯瓦托韋區的比洛庫拉基內市鎮負責管轄。該村始建於1765年，面積3.18平方公里，海拔高度90米，2001年人口521，人口密度每平方公里163.8人。